# Monteleone di Fermo
Monteleone di Fermo (Monteleó in dialetto fermano) è un comune italiano di 342 abitanti della provincia di Fermo nelle Marche.

## Storia

### Simboli
Lo stemma del comune di Monteleone di Fermo è stato concesso con il decreto del presidente della Repubblica del 25 gennaio 2005.
(D.P.R. 25.01.2005)
Il gonfalone è un drappo di giallo.

## Monumenti e luoghi d'interesse
Chiesa della Misericordia con l'Affresco dell'Altare Maggiore e il Giudizio Universale di Orfeo Presutti, 1548.

### I vulcanelli
Poco lontano dal paesino ci sono alcuni vulcani di fango attivi. Il fango può fuoriuscire sia da spaccature nel terreno o possono formare grossi coni che però possono venire distrutti dalle forti esplosioni di alcuni vulcanelli.

## Società

### Evoluzione demografica
Abitanti censiti

## Amministrazione
| Periodo           | Periodo           | Primo cittadino      | Partito              | Carica                  | Note  |
| ----------------- | ----------------- | -------------------- | -------------------- | ----------------------- | ----- |
| 28 giugno 1985    | 16 giugno 1990    | Nicola Antognozzi    | Democrazia Cristiana | Sindaco                 | [ 8 ] |
| 16 giugno 1990    | 24 aprile 1995    | Nicola Antognozzi    | Democrazia Cristiana | Sindaco                 | [ 8 ] |
| 24 aprile 1995    | 14 giugno 1999    | Silvano Di Biagio    | Lista civica         | Sindaco                 | [ 8 ] |
| 14 giugno 1999    | 17 giugno 2004    | Vinicio Alessandroni | Lista civica         | Sindaco                 | [ 8 ] |
| 17 giugno 2004    | 5 aprile 2005     | Marco Tomassini      |                      | Commissario prefettizio | [ 9 ] |
| 5 aprile 2005     | 30 marzo 2010     | Vittorio Paci        | Lista civica         | Sindaco                 | [ 8 ] |
| 30 marzo 2010     | 1º giugno 2015    | Vittorio Paci        | Lista civica         | Sindaco                 | [ 8 ] |
| 1º giugno 2015    | 22 settembre 2020 | Marco Fabiani        | Lista civica         | Sindaco                 | [ 8 ] |
| 22 settembre 2020 | in carica         | Marco Fabiani        | Lista civica         | Sindaco                 | [ 8 ] |

### Altre informazioni amministrative
La frazione di Sant'Elpidio Morico fu aggregata a Monteleone di Fermo il 20 settembre 1870, per tornare a far parte del comune di Monsampietro Morico il 1º maggio 1893.
Fa parte dell'Area Vasta n. 4 di Fermo, dell'Azienda Sanitaria Unica Regionale delle Marche (A.S.U.R. Marche).